# Ipumirim
Ipumirim este un oraș în Santa Catarina (SC), Brazilia.